# Untermühlegg
Untermühlegg (mundartlich: Ündrmiəlek, Miəlegg) ist ein Gemeindeteil der Gemeinde Bolsterlang im bayerisch-schwäbischen Landkreis Oberallgäu.

## Geographie
Das Dorf liegt circa zwei Kilometer nordöstlich des Hauptorts Bolsterlang. Südlich der Ortschaft fließt die Weiler Ach.

## Ortsname
Der Ortsname setzt sich aus den mittelhochdeutschen Wörtern ecke für Ecke, Kante, Winkel und Mühle zusammen und bedeutet Mühle am Felsvorsprung.

## Geschichte
Mühlegg wurde erstmals urkundlich im Jahr 1265 mit dem Ritter Heinrich de Molendino erwähnt. Der Ritter war stiftskemptischer Ministerale, dessen Burgstall sich in Untermühlegg befand. Das Rittergeschlecht von Mühlegg starb um 1500 aus. Im Jahr 1408 wurde erstmals zwischen Ober- und Untermühlegg unterschieden. Die Kapelle St. Wendelin und Anna wurde 1445 erbaut. Im Jahr 1451 wurden ein Bauhof und eine Mühle, vermutlich die Bachtelmühle, in Mühlegg genannt.

## Baudenkmäler
Siehe: Liste der Baudenkmäler in Untermühlegg